# Amto
Amto ist ein kleines Dorf am Simaiya (Samaia), einem Nebenfluss des oberen Sepik, im Yapsie Rural local-level Government des Telefomin District der Provinz Sandaun von Papua-Neuguinea.
Es liegt etwa 5 Kilometer südlich des Sepik im Bergland des West Range, das den nordwestlichsten Ausläufer des Bismarckgebirges auf Neuguinea bildet.
Die etwa 300 Einwohner des Bergdorfes und der Nachbardörfer Sisilo, Habiyon und Amu, die in dem Tal leben, sprechen eine völlig eigenständige Sprache, Amto (oder Ki) die man unter die Papuasprachen subsumiert, nur im Osten verwendet die noch kleinere Gruppe der Musan (Siawi) ein linguistisch verwandtes Idiom. Nördlich am Sepik wie westlich am Idam wird Abau gesprochen, auch östlich herrschen Sepik-Ramu-Sprachen vor, zu denen die Amto-Musan eine Sprachinsel bilden, mit der Insel der Left-May-Sprachen benachbart im Osten.
Die Amto waren insbesondere mit den benachbarten Idam verfeindet, bevor Stammeskämpfe von der Regierung verboten wurden.
Über die Sprache liegen keine näheren Detail-Untersuchungen vor. Sie gehört naturgemäß zu den hochgradig bedrohten Sprachen.
Wie die benachbarten Abau am Sepik leben die Amto in gemeinschaftlich bewohnten Pfahlbauten, in denen sich die Herdstellen der Männer auf der einen, die der Frauen auf der anderen Seite befinden, die Kinder schlafen bei den Frauen, bewegen sich aber frei im Haus. An beiden Stirnseiten der Häuser befinden sich Veranden mit Leiteraufgängen. Sie schlafen in Hängematten. Eine Sonderform dieser Häuser ist das – am ganzen Sepik und im Hochland verbreitete – Tanzhaus (amto fokiya), in dem sich die Schlafstellen beiderseits des zentralen, freischwingenden Tanzplatzes befinden.